# Pince labiale thermistor
Les pinces labiales thermistor sont un appareil qui sert à mesurer la température de la surface des petites lèvres, température qui est associée à l'engorgement en sang des lèvres. Ce dispositif se compose d'une thermistance placée sur une petite pince en métal qui peut être attachée aux petites lèvres. C'est le deuxième appareil de mesure le plus couramment utilisé pour mesurer physiologiquement la réponse à l'excitation des organes sexuels féminins après le photopléthysmographe vaginal (VPG). Les deux appareils peuvent être utilisés simultanément.
Les pinces ont certains avantages par rapport au VPG : une meilleure fiabilité à la répétabilité, une meilleure corrélation entre le ressenti de l'excitation sexuelle et les mesures effectuées et une unité absolue de mesure (la température),. Comme le VPG, les pinces labiales ont une validité discriminante (en), c'est-à-dire qu'elles détectent les différences entre des stimuli sexuels et non sexuels. Elles sont également sensibles à différents niveaux d'excitation sexuelle.
Les pinces ont quelques inconvénients, les participantes peuvent avoir des difficultés à les mettre en place et elles peuvent être source d’inconfort lors de leur utilisation.